# Claus Thomsen
Claus Thomsen (ur. 31 maja 1970 w Aarhus) – duński piłkarz, występował na pozycji obrońcy.

## Kariera klubowa
Claus Thomsen zawodową karierę piłkarską rozpoczął w 1987 roku w klubie z miasta, w którym się urodził - Aarhus GF. Grał tam przez 7 lat i miał miejsce w podstawowej jedenastce. Z tym klubem zdobył także w 1992 roku Puchar Danii. W czerwcu 1994 roku za sumę 250 000 funtów brytyjskich kupił go Ipswich Town. W sezonie 1995/96 doszedł z tą drużyną do półfinału Pucharu Angielsko-Włoskiego. W styczniu 1997 roku przeszedł za kwotę 900 000 funtów brytyjskich do Evertonu - klubu występującego w angielskiej Premiership. Grał tam tylko przez jeden sezon. Przeniósł się więc do swojej ojczyzny do klubu Akademisk BK. Rozegrał tam 20 meczów i strzeli 2 bramki. Thomsen karierę zakończył w niemieckim klubie VfL Wolfsburg.

## Kariera reprezentacyjna
W latach 1989–1992 Claus występował w reprezentacji swojego kraju U-21. W pierwszej reprezentacji zadebiutował w kwietniu 1995 roku. Został też powołany przez Møller Nielsena do kadry na EURO 1996. Łącznie w reprezentacji rozegrał 20 meczów i nie strzelił bramki.

## Sukcesy
- Puchar Danii:1992
- Puchar Angielsko-Włoski:półfinał 1995/96 z Ipswich Town